# The Mayhem Ball
The Mayhem Ball es la séptima gira musical como solista y octava en general de la cantautora estadounidense Lady Gaga, realizada para promover su octavo álbum de estudio, Mayhem (2025). Inició el 16 de julio de 2025 en Las Vegas (Estados Unidos). Inicialmente anunciada como una gira de 32 espectáculos, contó con una alta demanda de entradas desde su primera preventa, lo que llevó a la adición de varios conciertos en diferentes ciudades, que igualmente se agotaron rápidamente. La gira marcará su primer concierto en Australia desde 2014 y la primera vez que se presenta en estadios de dicho país.
El listado de canciones estuvo constituido mayormente por canciones de Mayhem, con la excepción de «Don't Call Tonight» y «Blade of Grass», además de incluir temas de la mayoría de sus álbumes previos. Gaga interpretó «Summerboy» (de The Fame, 2008) por primera vez en una gira musical e incorporó «Aura» y «Applause» (de Artpop, 2013), así como «Million Reasons» (de Joanne, 2016), que no interpretaba desde Lady Gaga: Enigma en 2019. El espectáculo recibió la aclamación por parte de la crítica, que elogió la teatralidad, el registro vocal de Gaga y aspectos técnicos como el diseño de producción, los atuendos y las coreografías. 

## Antecedentes y anuncio
Durante una entrevista con la revista Vogue en septiembre de 2024, Gaga explicó que su recorrido por el mundo como parte de The Chromatica Ball fue la primera vez en mucho tiempo que pudo actuar en vivo sin sentir dolor, en referencia a la fractura de cadera que sufrió en 2013 como parte de The Born This Way Ball y que posteriormente resultó en fibromialgia, que la llevó a cancelar forzosamente el Joanne World Tour a comienzos de 2018. Después, en una entrevista con Elle en enero de 2025, expresó que su forma de irse de gira cambió durante The Chromatica Ball y aseguró que «ahora, irme de gira se trata más de mí como ser humano. Y hace que la experiencia en el escenario sea aún más poderosa porque cuando llego allí, he estado haciendo otras cosas en las que puedo pensar. Me relaciono con el público como personas reales porque he vivido una vida real».
El 26 de marzo de 2025, Gaga anunció a través de sus redes sociales la gira de Mayhem, con 32 fechas iniciales en ciudades de Norteamérica y Europa como Las Vegas, Nueva York, Miami, Londres, París y Berlín. Sobre la gira y la decisión de elegir arenas en lugar de estadios, la cantante afirmó que:

No planeaba hacer una gira este año después de mis conciertos en Singapur, pero la increíble respuesta al nuevo álbum me inspiró a seguir adelante. Esta vez elegimos arenas para darme la oportunidad de controlar los detalles del espectáculo de una forma que simplemente no es posible en los estadios, y sinceramente, no puedo esperar. Este espectáculo está diseñado para ser una experiencia teatral y electrizante que dé vida a Mayhem exactamente como lo imagino. The Mayhem Ball está oficialmente en camino. Nos vemos pronto, monsters.

Después de la preventa de los primeros conciertos, fueron añadidas trece fechas adicionales repartidas entre Nueva York, Londres, París, Estocolmo, Toronto, Barcelona, Mánchester, Chicago, Las Vegas y Seattle. El 8 de abril, Gaga anunció tres fechas para Australia, su primera visita al país desde el Artrave: The Artpop Ball Tour en 2014. Tras la alta demanda, se añadieron conciertos adicionales en Sídney y Melbourne.

## Recepción

### Respuesta crítica
Tomás Mier de la revista Rolling Stone elogió el concierto del 16 de julio de 2025 en Las Vegas e indicó que Gaga «amplió, agudizó, le añadió algo de nostalgia y realizó plenamente el sueño gótico que acababa de presentar» al espectáculo ofrecido previamente como The Art of Personal Chaos, y destacó que se sintió «más íntimo» en comparación. Melissa Ruggieri de USA Today destacó que la actuación «es capaz de rivalizar a cualquier musical de Broadway» y lo describió como «un popurrí monstruoso en el sentido más genial, un lugar donde las plumas y los corpiños de encaje negro coexisten con capas ondulantes y botas de marcha hasta la rodilla. Donde el pop-gótico de "Abracadabra", la disco-tizada "LoveGame" y la balada conmovedora de "Shallow" suenan auténticos. Y donde, como recordó Gaga hacia el final del espectáculo, todos son bienvenidos y respetados».  Steven J. Horowitz de la revista Variety sostuvo que la cantante «tejió una narrativa que exploró los diversos momentos clave de su carrera de décadas, creando una actuación espectacular, cautivadora y de una precisión impecable, que reiteró una vez más que, en el caso de Gaga, el éxito nunca es casualidad, sino un grato recordatorio de sus muchísimos talentos y, aún más importante, de cómo los ha seguido perfeccionando». Joe Lynch escribió para Billboard que es «una actuación en vivo espectacular, electrizante y deliciosa, que ofrece a los seguidores interpretaciones vibrantes de las mejores canciones de Mayhemy antiguos clásicos dance que comparten el mismo universo sonoro y temático. La noche inaugural de la gira tuvo entradas agotadas, y a pesar del calor fuera del estadio, todos estaban listos para darlo todo en cuanto la Madre Monstruo subió al escenario».

### Rendimiento comercial
Las primeras entradas de la gira salieron a la venta el 31 de marzo de 2025 a través de diversas preventas organizadas por Citibank, MasterCard, O2, entre otras empresas, y la alta demanda resultó en trece nuevos espectáculos añadidos ese mismo día. Algunos medios reportaron hasta 20 000 personas en la fila para Barcelona, 40 000 en Mánchester, 100 000 en Londres y hasta 150 000 en Nueva York. Al poco tiempo, varias entradas también fueron publicadas en sitios como StubHub y Viagogo para su reventa, lo que generó descontento entre algunos seguidores de la artista. La venta general ocurrió el 3 de abril y todos los conciertos se agotaron en cuestión de minutos, algo que Ashley King de Digital Music News describió como «un testimonio de la conexión inigualable de Lady Gaga con sus admiradores y la abrumadora demanda de la gira». Numerosos seguidores de la artista se quejaron debido a la baja disponibilidad y la decisión de realizar una gira en recintos más pequeños, además de los precios. La revista Billboard especuló que The Mayhem Ball podría recaudar entre 100 y 125 millones de dólares estadounidenses, lo que la convertiría en su gira con mayor recaudación desde The Born This Way Ball (2012-13).
En Australia, la primera preventa tuvo lugar el 14 de abril y las entradas disponibles se agotaron en los primeros treinta minutos, lo que llevó al anuncio de una segunda actuación en Melbourne. Medios locales reportaron que al menos 100 000 estaban en la fila para el concierto en Sídney apenas quince minutos de iniciada la preventa. Algunos especialistas acreditaron la gran demanda a la positiva recepción de la actuación de Gaga en el festival de Coachella llevada a cabo dos días antes y a que no visitaba el país desde 2014. La venta general inició el 17 de abril y las entradas se agotaron en los primeros veinticinco minutos, por lo que se añadió un segundo concierto en Sídney.

## Lista de canciones
El listado de canciones presentado a continuación corresponde al concierto llevado a cabo el 16 de julio de 2025 en Las Vegas (Estados Unidos) y no pretende representar todos los conciertos de la gira.
| Acto I — «De terciopelo y vicio» 1. «Bloody Mary» 2. «Abracadabra» 3. «Judas» 4. «Aura» 5. «Scheiße» 6. «Garden of Eden» 7. «Poker Face» Acto II — «Y ella cayó en un sueño gótico» 1. «Perfect Celebrity» 2. «Disease» 3. «Paparazzi» 4. «LoveGame» 5. «Alejandro» 6. «The Beast» Acto III — «La bella pesadilla que conoce su nombre» 1. «Killah» 2. «Zombieboy» 3. «LoveDrug» 4. «Applause» 5. «Just Dance» | Acto IV — «Todo tablero de ajedrez tiene dos reinas» 1. «Shadow of a Man» 2. «Kill for Love» 3. «Summerboy» 4. «Born This Way» 5. «Million Reasons» 6. «Shallow» 7. «Die with a Smile» 8. «Vanish Into You» Final — «Aria eterna del corazón monstruoso» 1. «Bad Romance» 2. «How Bad Do U Want Me» |

## Fechas de la gira y recaudación
| Norteamérica — Etapa I   |               |                |                       |   |   |
| 16 de julio de 2025      | Las Vegas     | Estados Unidos | T-Mobile Arena        | — | — |
| 18 de julio de 2025      | Las Vegas     | Estados Unidos | T-Mobile Arena        | — | — |
| 19 de julio de 2025      | Las Vegas     | Estados Unidos | T-Mobile Arena        | — | — |
| 22 de julio de 2025      | San Francisco | Estados Unidos | Chase Center          | — | — |
| 24 de julio de 2025      | San Francisco | Estados Unidos | Chase Center          | — | — |
| 26 de julio de 2025      | San Francisco | Estados Unidos | Chase Center          | — | — |
| 28 de julio de 2025      | Inglewood     | Estados Unidos | Kia Forum             | — | — |
| 29 de julio de 2025      | Inglewood     | Estados Unidos | Kia Forum             | — | — |
| 1 de agosto de 2025      | Inglewood     | Estados Unidos | Kia Forum             | — | — |
| 2 de agosto de 2025      | Inglewood     | Estados Unidos | Kia Forum             | — | — |
| 6 de agosto de 2025      | Seattle       | Estados Unidos | Climate Pledge Arena  | — | — |
| 7 de agosto de 2025      | Seattle       | Estados Unidos | Climate Pledge Arena  | — | — |
| 9 de agosto de 2025      | Seattle       | Estados Unidos | Climate Pledge Arena  | — | — |
| 22 de agosto de 2025     | Nueva York    | Estados Unidos | Madison Square Garden | — | — |
| 23 de agosto de 2025     | Nueva York    | Estados Unidos | Madison Square Garden | — | — |
| 26 de agosto de 2025     | Nueva York    | Estados Unidos | Madison Square Garden | — | — |
| 27 de agosto de 2025     | Nueva York    | Estados Unidos | Madison Square Garden | — | — |
| 31 de agosto de 2025     | Miami         | Estados Unidos | Kaseya Center         | — | — |
| 1 de septiembre de 2025  | Miami         | Estados Unidos | Kaseya Center         | — | — |
| 3 de septiembre de 2025  | Miami         | Estados Unidos | Kaseya Center         | — | — |
| 6 de septiembre de 2025  | Nueva York    | Estados Unidos | Madison Square Garden | — | — |
| 7 de septiembre de 2025  | Nueva York    | Estados Unidos | Madison Square Garden | — | — |
| 10 de septiembre de 2025 | Toronto       | Canadá         | Scotiabank Arena      | — | — |
| 11 de septiembre de 2025 | Toronto       | Canadá         | Scotiabank Arena      | — | — |
| 13 de septiembre de 2025 | Toronto       | Canadá         | Scotiabank Arena      | — | — |
| 15 de septiembre de 2025 | Chicago       | Estados Unidos | United Center         | — | — |
| 17 de septiembre de 2025 | Chicago       | Estados Unidos | United Center         | — | — |
| 18 de septiembre de 2025 | Chicago       | Estados Unidos | United Center         | — | — |
| Europa — Etapa II        |               |                |                       |   |   |
| 29 de septiembre de 2025 | Londres       | Reino Unido    | The O2 Arena          | — | — |
| 30 de septiembre de 2025 | Londres       | Reino Unido    | The O2 Arena          | — | — |
| 2 de octubre de 2025     | Londres       | Reino Unido    | The O2 Arena          | — | — |
| 4 de octubre de 2025     | Londres       | Reino Unido    | The O2 Arena          | — | — |
| 7 de octubre de 2025     | Mánchester    | Reino Unido    | Co-op Live            | — | — |
| 8 de octubre de 2025     | Mánchester    | Reino Unido    | Co-op Live            | — | — |
| 12 de octubre de 2025    | Estocolmo     | Suecia         | Avicii Arena          | — | — |
| 13 de octubre de 2025    | Estocolmo     | Suecia         | Avicii Arena          | — | — |
| 15 de octubre de 2025    | Estocolmo     | Suecia         | Avicii Arena          | — | — |
| 19 de octubre de 2025    | Milán         | Italia         | Unipol Forum          | — | — |
| 20 de octubre de 2025    | Milán         | Italia         | Unipol Forum          | — | — |
| 28 de octubre de 2025    | Barcelona     | España         | Palau Sant Jordi      | — | — |
| 29 de octubre de 2025    | Barcelona     | España         | Palau Sant Jordi      | — | — |
| 31 de octubre de 2025    | Barcelona     | España         | Palau Sant Jordi      | — | — |
| 4 de noviembre de 2025   | Berlín        | Alemania       | Uber Arena            | — | — |
| 5 de noviembre de 2025   | Berlín        | Alemania       | Uber Arena            | — | — |
| 9 de noviembre de 2025   | Ámsterdam     | Países Bajos   | Ziggo Dome            | — | — |
| 11 de noviembre de 2025  | Amberes       | Bélgica        | Sportpaleis           | — | — |
| 13 de noviembre de 2025  | Lyon          | Francia        | LDLC Arena            | — | — |
| 14 de noviembre de 2025  | Lyon          | Francia        | LDLC Arena            | — | — |
| 17 de noviembre de 2025  | París         | Francia        | Accor Arena           | — | — |
| 18 de noviembre de 2025  | París         | Francia        | Accor Arena           | — | — |
| 20 de noviembre de 2025  | París         | Francia        | Accor Arena           | — | — |
| 22 de noviembre de 2025  | París         | Francia        | Accor Arena           | — | — |
| Oceanía — Etapa III      |               |                |                       |   |   |
| 5 de diciembre de 2025   | Melbourne     | Australia      | Marvel Stadium        | — | — |
| 6 de diciembre de 2025   | Melbourne     | Australia      | Marvel Stadium        | — | — |
| 9 de diciembre de 2025   | Brisbane      | Australia      | Suncorp Stadium       | — | — |
| 12 de diciembre de 2025  | Sídney        | Australia      | Stadium Australia     | — | — |
| 13 de diciembre de 2025  | Sídney        | Australia      | Stadium Australia     | — | — |
| Asia — Etapa IV          |               |                |                       |   |   |
| 21 de enero de 2026      | Osaka         | Japón          | Kyocera Dome Osaka    | — | — |
| 22 de enero de 2026      | Osaka         | Japón          | Kyocera Dome Osaka    | — | — |
| 25 de enero de 2026      | Tokio         | Japón          | Tokyo Dome            | — | — |
| 26 de enero de 2026      | Tokio         | Japón          | Tokyo Dome            | — | — |
| 29 de enero de 2026      | Tokio         | Japón          | Tokyo Dome            | — | — |
| 30 de enero de 2026      | Tokio         | Japón          | Tokyo Dome            | — | — |